# Kita, Okayama
Kita (北区 Kita-ku) là quận thuộc thành phố Okayama, tỉnh Okayama, Nhật Bản. Tính đến ngày 1 tháng 10 năm 2020, dân số ước tính của quận là 314.523 người và mật độ dân số là 700 người/km2. Tổng diện tích của quận là 450,7 km2.